# Hallberg (Osmünde)
Koordinaten: 51° 26′ 59,4″ N, 12° 6′ 2,9″ O
Der Hallberg war vermutlich ein Grabhügel der frühbronzezeitlichen Aunjetitzer Kultur (2300 v. Chr.–1550 v. Chr.) bei Osmünde, einem Ortsteil der Gemeinde Kabelsketal im Saalekreis (Sachsen-Anhalt). Er wurde Mitte des 18. Jahrhunderts zerstört. 2013 konnte sein einstiger Standort wieder ausfindig gemacht werden.

## Lage
Der Hallberg lag nordwestlich von Osmünde und nördlich von Benndorf, unmittelbar an der Alten Salzstraße. Das Gebiet gehörte im 18. Jahrhundert zum Rittergut Benndorf. Etwa 2 km östlich lag das 1934 entdeckte Aunjetitzer Grab von Osmünde. In der näheren Umgebung wurden die Reste weiterer frühbronzezeitlicher Grabhügel festgestellt. Hierzu gehören der Grabhügel von Dieskau, der 1979 in einer Notgrabung erforscht wurde, sowie der im 19. Jahrhundert abgetragene und 2010 wiederentdeckte Bornhöck bei Raßnitz, der mit einem Durchmesser von 65 m das bedeutendste frühbronzezeitliche Grab in Mitteldeutschland darstellt. Außerdem wurden in der Umgebung zahlreiche bedeutende Hortfunde gemacht, beispielsweise südlich von Benndorf das Depot von Bennewitz.

## Forschungs- und Zerstörungsgeschichte
Nach einem Bericht von Johann Christoph von Dreyhaupt wurde der Grabhügel 1747 durch den Domherrn C. von Taubenheim abgetragen. Dreyhaupt machte allerdings keine Angaben über die Lage des Hügels. Bertold Schmidt und Waldemar Nitzschke nahmen 1979 irrtümlich an, der von ihnen untersuchte Grabhügel von Dieskau sei mit dem von Dreyhaupt genannten Monument identisch. 2013 gelang es jedoch Juliane Filipp und Martin Freudenreich mithilfe von Flurkarten des 18. und 19. Jahrhunderts, den Standort des Hügels auf dem Rittergutsbesitz nördlich von Benndorf zu lokalisieren, wo er als Hallberg bezeichnet war. Dieses Rittergut gehörte Mitte des 18. Jahrhunderts dem Domherrn von Taubenheim. Filipp und Freudenreich konnten außerdem eine Gemeinderechnung ausfindig machen, die belegt, dass 1842 vom Standort des Hallbergs eine größere Menge Feldsteine verkauft wurde, die wohl von der Ummantelung der Grabkammer stammten.

## Beschreibung
Zur Größe des Grabhügels liegen keine Angaben vor. Nach Dreyhaupt war der Hügel mit großen Feldsteinen angefüllt, wohl die Ummantelung der Grabkammer. Auf dem Boden fand man „einen platten Stein […] mit vielen runden Loechern“ (einen Schalenstein). Darunter lagen die Grabbeigaben: eine Axt und ein „Streithammer“ aus Bronze sowie mehrere Gegenstände aus Gold. Die Funde sind nicht erhalten.
Die Kombination von Gold- und Bronzegegenständen deutet auf einen sehr hohen sozialen Status des Bestatteten hin. Somit ist von einer recht bedeutenden Grabanlage auszugehen. Auch die Bauweise deutet auf eine starke Ähnlichkeit zum benachbarten Grabhügel von Dieskau und zu den gut erforschten Fürstengräbern von Helmsdorf und Leubingen hin. Der Hallberg könnte somit ähnliche Dimensionen wie diese Monumente (einen Durchmesser von 30 m oder mehr und eine Höhe von etwa 6 m) besessen haben.